# Belfast Giants
Belfast Giants je profesionální hokejový tým z Belfastu v Severním Irsku, který hraje nejvyšší profesionální hokejovou ligu ve Spojeném království Elite Ice Hockey League.
Své domácí zápasy hrají v SSE Areně (dříve známé jako Odyssey Arena), která má kapacitu 8 700 diváků.

## Historie
Klub vznikl v roce 2000 a hrál Ice Hockey Superleague až do roku 2003, kdy superliga zanikla. Od roku 2003 hraje v tehdy vzniklé Elite Ice Hockey League. V sezóně 2005/06 ukončil v klubu svou velkou kariéru slavný Theoren Fleury. Kromě Fleuryho hrálo za Giants několik dalších hráčů, kteří dříve hráli v NHL: Paul Kruse, Jason Ruff, Paxton Schulte a Jason Bowen. V roce 2019 pořádal Belfast Giants jako první Britský tým finálový turnaj Kontinentální pohár a skončil na 2. místě.

## Úspěchy
- Ice Hockey Superleague – 1x (2002)
- Elite Ice Hockey League – 5x (2006, 2012, 2014, 2019, 2022)
- Playoff šampionát – 2x (2003, 2010)
- Challenge Cup – 4x (2009, 2018, 2019, 2022)
- Kontinentální pohár - 2. místo (2019)

## Vyřazené dresy
- 4 – Shane Johnson
- 11 – Colin Ward
- 16 – Rob Stewart
- 27 – Paxton Schulte
- 18 – Graeme Walton
- 44 – Todd Kelman